# Liste der Mitglieder der American Academy of Arts and Sciences/2005
Im Jahr 2005 wählte die American Academy of Arts and Sciences 213 Personen in fünf Kategorien zu ihren Mitgliedern.
Unter den 213 Mitgliedern (fellows) sind 17 „foreign honorary members“, die keine Staatsbürger der Vereinigten Staaten oder dort tätig sind; diese sind farblich hervorgehoben.

## Neu gewählte Mitglieder

### Mathematische und physikalische Wissenschaften
- John L. Anderson (* 1945)
- Salah Baouendi (1937–2011)
- Barry Barish (* 1936)
- William B. Bridges (* 1934)
- Rodney J. Clifton (* 1937)
- Eric Allin Cornell (* 1961)
- Joseph DeSimone (* 1964)
- Nick Donofrio (* 1945)
- Herbert Edelsbrunner (* 1958)
- Edith M. Flanigen (* 1928)
- Eric Friedlander (* 1944)
- Jerome H. Friedman (* 1939)
- Zvi Galil (* 1947)
- John H. Gibbons (1929–2015)
- Reginald Golledge (1937–2009)
- John Guttag (* 1949)
- Niels Hansen (* 1933)
- Stanley R. Hart (* 1935)
- Peter B. Hirsch (* 1925)
- John Price Hirth (* 1930)
- David C. Jewitt (* 1958)
- Madeleine M. Joullié (* 1927)
- Kenneth W. Kennedy (1945–2007)
- Paul Klemperer (* 1956)
- Thomas G. Kurtz (* 1941)
- Frederick K. Lamb (* 1945)
- Andrew E. Lange (1957–2010)
- Gregory F. Lawler (* 1955)
- Alexander Lubotzky (* 1956)
- Allan H. MacDonald (* 1951)
- Gerald D. Mahan (1937–2021)
- Daniel G. Nocera (* 1957)
- Michael L. Norman (* 1953)
- Nancy Nossal (1937–2006)
- Ralph Nuzzo (* 1954)
- Peter L. Olson (* 1950)
- Julia M. Phillips (* 1954)
- H. Vincent Poor (* 1951)
- Charles D. Poulter (* 1942)
- Linda Rothschild (* 1945)
- Melvyn J. Shochet (* 1944)
- Barry Simon (* 1946)
- Steve Squyres (* 1956)
- Galen Stucky (* 1936)
- David A. Tirrell (* 1953)
- Cumrun Vafa (* 1960)
- Jack Keil Wolf (1935–2011)

### Biologische Wissenschaften
- Qais Al-Awqati (* 1939)
- Giovanna Ferro-Luzzi Ames (* 1936)
- James S. Clark (* 1957)
- Barry Spencer Coller (* 1945)
- Joseph H. Connell (1923–2020)
- John M. Darley (1938–2018)
- Edward DeLong (* 1958)
- Gideon Dreyfuss (* 1948)
- Fred H. Gage (* 1950)
- David Ginsburg (* 1952)
- Alfred Goldberg (1942–2023)
- Iva S. Greenwald (* 1956)
- Jack D. Griffith (* 1942)
- Alan Hastings (* 1953)
- John Heuser (* 1942)
- David Julius (* 1955)
- David Kingsley (* 1959)
- Stephen Kowalczykowski (* 1950)
- Louis M. Kunkel (* 1949)
- Richard M. Locksley (* 1949)
- Trudy Mackay (* 1952)
- Tak Wah Mak (* 1946)
- Robert Malenka (* 1955)
- Andrew Marks (* 1955)
- Rowena Green Matthews (* 1938)
- Brenda Milner (* 1918)
- Eric J. Nestler (* 1954)
- Hiroshi Nikaidō (* 1932)
- Thomas D. Petes (* 1947)
- Anne Pusey (* 1949)
- Anna Marie Pyle (* 1963)
- Tom Rapoport (* 1947)
- Louis Reichardt (* 1942)
- Anita Roberts (1942–2006)
- John Wallis Rowe (* 1944)
- Margarita Salas (1938–2019)
- Thomas J. Silhavy (* 1948)
- Michael E. Soulé (1936–2020)
- Gary Struhl (* 1954)
- Robert Trivers (* 1943)
- Michael Turelli (* 1950)
- Kamil Ugurbil (* 1949)
- Axel Ullrich (* 1943)
- Ajit Varki (* 1952)
- Peter K. Vogt (* 1932)
- Rüdiger Wehner (* 1940)
- Nancy Wexler (* 1945)
- Raymond L. White (1943–2018)
- Ada Yonath (* 1939)

### Sozialwissenschaften
- Jack Balkin (* 1956)
- Truman Bewley (* 1941)
- Rebecca Blank (1955–2023)
- David E. Bloom (* 1955)
- Nancy Burns (* 1964)
- Guillermo Calvo (* 1941)
- Christopher B. Donnan (* 1940)
- Susan Fiske (* 1952)
- Susan Goldin-Meadow (* 1949)
- Fumio Hayashi (* 1952)
- Werner Hildenbrand (* 1936)
- Elena Kagan (* 1960)
- Duncan Kennedy (* 1942)
- David Kertzer (* 1948)
- Laurence Kotlikoff (* 1951)
- Conrad Phillip Kottak (* 1942)
- Sylvia A. Law (* 1942)
- Richard Borshay Lee (* 1937)
- Ronald D. Lee (* 1941)
- Robert H. Legvold (* 1940)
- Gerhard Loewenberg (1928–2019)
- Catharine MacKinnon (* 1946)
- Stephen Morris (* 1963)
- Alberto Palloni (* 1949)
- Dolores Piperno (* 1949)
- Robert L. Powell (1956–2021)
- William H. Rehnquist (1924–2005)
- D. John Roberts (* 1945)
- Henry L. Roediger (* 1947)
- Robert J. Sampson (* 1955)
- Richard J. Samuels (* 1951)
- Norman Schofield (1944–2019)
- Frederick A. O. Schwarz (* 1935)
- Janice Stein (* 1943)
- Neil Wallace (* 1939)
- Michael Wallerstein (1951–2006)
- Stephen M. Walt (* 1955)
- Mark W. Watson (* 1952)

### Geisteswissenschaften und Kunst
- Daniel Barenboim (* 1942)
- Omer Bartov (* 1954)
- Jane A. Bernstein (* 1947)
- Yve-Alain Bois (* 1952)
- Daniel Boyarin (* 1946)
- Richard Brilliant (* 1929)
- Chen Yi (* 1953)
- John Henry Coatsworth (* 1940)
- Lydia Davis (* 1947)
- Victoria de Grazia (* 1946)
- James Engell (* 1951)
- John Felstiner (1936–2017)
- Sheila Fitzpatrick (* 1941)
- Robert Fogelin (1932–2016)
- Horton Foote (1916–2009)
- Lynn Garafola (* 1946)
- Rebecca Goldstein (* 1950)
- Gilbert Harman (1938–2021)
- Robert Hass (* 1941)
- Raul Hilberg (1926–2007)
- Michael Hofmann (* 1957)
- Robert Hollander (1933–2021)
- Peter van Inwagen (* 1942)
- John T. Irwin (1940–2019)
- Judith Jamison (1943–2024)
- Ward Just (* 1935)
- Alice Kessler-Harris (* 1941)
- Jeff Koons (* 1955)
- Tony Kushner (* 1956)
- Naomi Lamoreaux (* 1950)
- Charles Larmore (* 1950)
- Keith Lehrer (* 1936)
- Maya Ying Lin (* 1959)
- Glenn D. Lowry (* 1954)
- Alison Lurie (1926–2020)
- John J. McCarthy (* 1953)
- Mark Morris (* 1956)
- Barbara Newman (* 1953)
- Sidney Poitier (1927–2022)
- Earl A. Powell III (* 1943)
- Francine Prose (* 1947)
- Harriet Ritvo (* 1946)
- Robert I. Rotberg (* 1935)
- Elizabeth Barlow Rogers (* 1936)
- Ned Rorem (1923–2022)
- Richard Paul Saller (* 1952)
- John Sayles (* 1950)
- Eve Kosofsky Sedgwick (1950–2009)
- Lewis P. Simpson (1916–2005)
- Art Spiegelman (* 1948)
- Susan Stewart (* 1952)
- Wisława Szymborska (1923–2012)
- Samuel Weber (* 1940)
- Christian Wolff (* 1934)
- Carolyn D. Wright (1949–2016)

### Public Affairs, Business und Administration
- William Franklin Baker (* 1942)
- John Peter Birkelund (* 1930)
- Sergey Brin (* 1973)
- Tom Brokaw (* 1940)
- John Francis Cogan Jr. (1926–2020)
- E. Gerald Corrigan (* 1941)
- Harvey P. Dale (* 1937)
- E. J. Dionne (* 1952)
- Eugene Garfield (1925–2017)
- Donald Graham (* 1945)
- M. R. C. Greenwood (* 1943)
- Warren Hellman (1934–2011)
- Brewster Kahle (* 1960)
- William C. Kirby (* 1950)
- Alan I. Leshner (* 1944)
- Jay Lorsch (1932–2025)
- John W. McCarter (* 1938)
- Ann S. Moore (* 1950)
- Larry Page (* 1973)
- Robert Pozen (* 1946)
- Margaret Simms (* 1946)
- Oscar Tang (* 1938)
- Sidney James Weinberg Jr. (1923–2010)
- David C. Weinstein (* 1951)